# Pyroeis
Dans la mythologie grecque, Pyroeis (en grec ancien Πυρόεις), est le dieu de l'étoile errante Areios, la planète Mars.
Il est également connu sous le nom de Mesonyx (Μεσονυξ ; "minuit").

## Étymologie
Pyroeis, en grec ancien Πυρόεις, de Πυρόεις / Pyro, "le feu", signifie "l'enflammé".

## Famille
Hésiode, dans sa Théogonie, indique que les titans Astréos et Éos enfantèrent les vents et les étoiles, ce qui inclut Pyroeis,.

## Fonctions
Pyroeis est un des dieux des cinq planètes ou étoiles errantes (Planeta ou Stellae Errantes), plus précisément celui de l'étoile Mars. Le chef d’entre eux était le brillant Éosphoros, le dieu de l’étoile de l’aube Vénus. Les trois autres étaient Phaénon (étoile Saturne), Phaéton (étoile Jupiter) et Stilbon (étoile Mercure).
Pyroeis fut assimilé ensuite avec Arès, devenant alors une de ses épithètes.

### Pages connexes
- Liste des divinités de la mythologie grecque

### Sources
- Stésichore, Lyrique grecque III
- Cicéron, De natura deorum
- Nonnos de Panopolis, Dionysiaques